# Canton d'Allevard
Le canton d'Allevard est une ancienne division administrative française située dans le département de l'Isère et la région Rhône-Alpes.

## Géographie
Ce canton était organisé autour d'Allevard dans l'arrondissement de Grenoble. Son altitude variait de 320 m (Le Moutaret) à 2 925 m (La Ferrière) pour une altitude moyenne de 625 m.

## Histoire
- À l'exception notable de la commune du Moutaret, qui ne sera rattachée au canton que plus tardivement, sous la Révolution, les communes du canton d'Allevard réunies faisaient partie du mandement d'Allevard au vi-bailliage du Grésivaudan.
- Au XVIIIe siècle, les cinq paroisses seront regroupées en marquisat (1739), puis en comté (1751) sous les seigneurs de Barral, avec les dénominations de « marquisat de la Bâtie d'Arvillard », puis de « comté d'Allevard » et « comté de Barral ».
- De 1833 à 1848, les cantons d'Allevard et de Goncelin avaient le même conseiller général.

## Représentation

### Conseillers généraux de 1833 à 2015
| Période | Période      | Identité                             | Étiquette       | Qualité                                                                                |
| ------- | ------------ | ------------------------------------ | --------------- | -------------------------------------------------------------------------------------- |
| 1833    | 1852         | François Dutrait-Desayes (1796-1878) |                 | Avocat à Grenoble Maire de Saint-Pierre-d'Allevard (1825-1833 et 1838-1840)            |
| 1852    | 1858         | Nicolas Dufresne (1796-1865)         |                 | Notaire, maire d'Allevard (1852-1854)                                                  |
| 1858    | 1861         | Jacques Louis Randon                 |                 | Maréchal de France - Sénateur (1852-1870) Ministre                                     |
| 1861    | 1880         | Eugène Charrière (1805-1885)         | Droite          | Directeur de l'usine métallurgique (forges d'Allevard) Conseiller municipal d'Allevard |
| 1880    | 1898         | Auguste Davallet                     | Républicain     | Maire d'Allevard (1878-1888)                                                           |
| 1898    | 1904         | Jean Porte                           | Rad.            | Maire du Moutaret                                                                      |
| 1904    | 1919         | Jean Bertholon                       | Socialiste SFIO | Distillateur et négociant Conseiller municipal d'Allevard                              |
| 1919    | 1922         | Jean Boël                            | Conservateur    | Médecin, conseiller municipal d'Allevard                                               |
| 1922    | 1933 (décès) | Louis Mallein-Gérin                  | Rad.            | Maire d'Allevard (1907-1930)                                                           |
| 1933    | 1940         | Edouard Barbe (1881-1950)            | Rad.            | Avocat à Grenoble                                                                      |
|         |              |                                      |                 |                                                                                        |
| 1943    | 1945         | Jean Langenieux                      | ?               | Médecin Maire d'Allevard Nommé conseiller départemental en 1943                        |
|         |              |                                      |                 |                                                                                        |
| 1945    | 1951         | Marcel Coquand (1901-1972)           | SFIO            | Contremaitre aux aciéries Maire de Saint-Pierre-d'Allevard (1944-1972)                 |
| 1951    | 1964         | Marcel Dumas (1893-1975)             | Rad.            | Maire d'Allevard (1944-1964), ancien conseiller d'arrondissement                       |
| 1964    | 1976         | Flavius Vaussenat (1908-1992)        | SFIO puis PS    | Maire de La Ferrière                                                                   |
| 1976    | 2008         | Gérard Arnaud                        | PCF             | Maire de Pinsot (1991-2001)                                                            |
| 2008    | 2015         | Philippe Langenieux-Villard          | DVD             | Licencié en Droit Maire d'Allevard (1989-2020)                                         |

### Conseillers d'arrondissement (de 1833 à 1940)
| Période                                  | Période      | Identité                                              | Étiquette         | Qualité |
| ---------------------------------------- | ------------ | ----------------------------------------------------- | ----------------- | --- |
| 1833                                     | 1836         | Hippolyte Séraphin Jacques Dutrait-Morges (1799-1877) |                   | Avoué à la Cour royale de Grenoble                                                                          |
| 1836                                     | 1839         | M. Barbas fils                                        |                   | Banquier, maire d'Allevard                                                                                  |
|                                          |              |                                                       |                   | |
| 1842                                     | 1848         | Joseph Saint-Cyr Eugène Charrière (1805-1885)         |                   | Directeur d'usine à Allevard, maitre de forges, directeur des hauts-fourneaux                               |
|                                          |              |                                                       |                   | |
| av.1895                                  | 1922         | Edmond-Laurent Chataing (1856-1928)                   | Libéral           | Médecin des hôpitaux de Paris, conseiller municipal d'Allevard puis maire de Saint-Lattier                  |
| 19..                                     | 19..         | Rémy Raffin-Callot (1876-1931)                        | SFIO puis PC-SFIC | Mineur de fer puis de charbon à La Motte-d'Aveillans                                                        |
|                                          |              |                                                       |                   | |
| 1925                                     | 1937         | Joseph David                                          | Radical           | Cultivateur, maire de Saint-Pierre-d'Allevard (1915-1935)                                                   |
| 1937                                     | 1938 (décès) | Louis Jarriand                                        | SFIO              | Propriétaire à Allevard, adjoint au maire de Saint-Pierre-d'Allevard                                        |
| 22 mai 1938                              | 1940         | Marcel Dumas                                          | Radical           | Maire d'Allevard                                                                                            |
| 1940                                     |              |                                                       |                   | Les conseils d'arrondissement ont été suspendus par la loi du 12 octobre 1940 et n'ont jamais été réactivés |
| Les données manquantes sont à compléter. |              |                                                       |                   | |

## Composition
Le canton d'Allevard groupait six communes et comptait 6 304 habitants (recensement de 1999 sans doubles comptes).
| Nom                     | Code Insee | Intercommunalité          | Superficie (km2) | Population (dernière pop. légale) | Densité (hab./km2) |
| ----------------------- | ---------- | ------------------------- | ---------------- | --------------------------------- | ------------------ |
| Allevard (chef-lieu)    | 38006      | CC Le Grésivaudan         | 25,63            | 4 131 (2014)                      | 161                |
| La Chapelle-du-Bard     | 38078      | CC Le Grésivaudan         | 27,71            | 544 (2014)                        | 20                 |
| La Ferrière             | 38163      | CC Le Grésivaudan         | 54,33            | 231 (2014)                        | 4,3                |
| Le Moutaret             | 38268      | CC Le Grésivaudan         | 5,29             | 247 (2014)                        | 47                 |
| Pinsot                  | 38306      | CC Le Grésivaudan         | 24,27            | 187 (2014)                        | 7,7                |
| Saint-Pierre-d'Allevard | 38439      | CC du Pays du Grésivaudan | 27,09            | 2 887 (2013)                      | 107                |

## Démographie
| 1962  | 1968  | 1975  | 1982  | 1990  | 1999  | 2006  | 2011  | 2012  |
| ----- | ----- | ----- | ----- | ----- | ----- | ----- | ----- | ----- |
| 5 140 | 5 502 | 5 471 | 5 174 | 5 567 | 6 303 | 7 589 | 7 769 | 7 939 |

## Redécoupage des cantons de l'Isère en 2015
Le 23 novembre 2013, la nouvelle carte cantonale de l'Isère a été présentée par le préfet Richard Samuel et votée par l'Assemblée départementale de l'Isère. Le Conseil d'État publie le décret no 2014-180, le 18 février 2014, validant le redécoupage cantonal du département.

Les 6 communes du canton d'Allevard seront rattachées au canton « Le Haut Grésivaudan » (Pontcharra).